# Schloss Obergünzburg

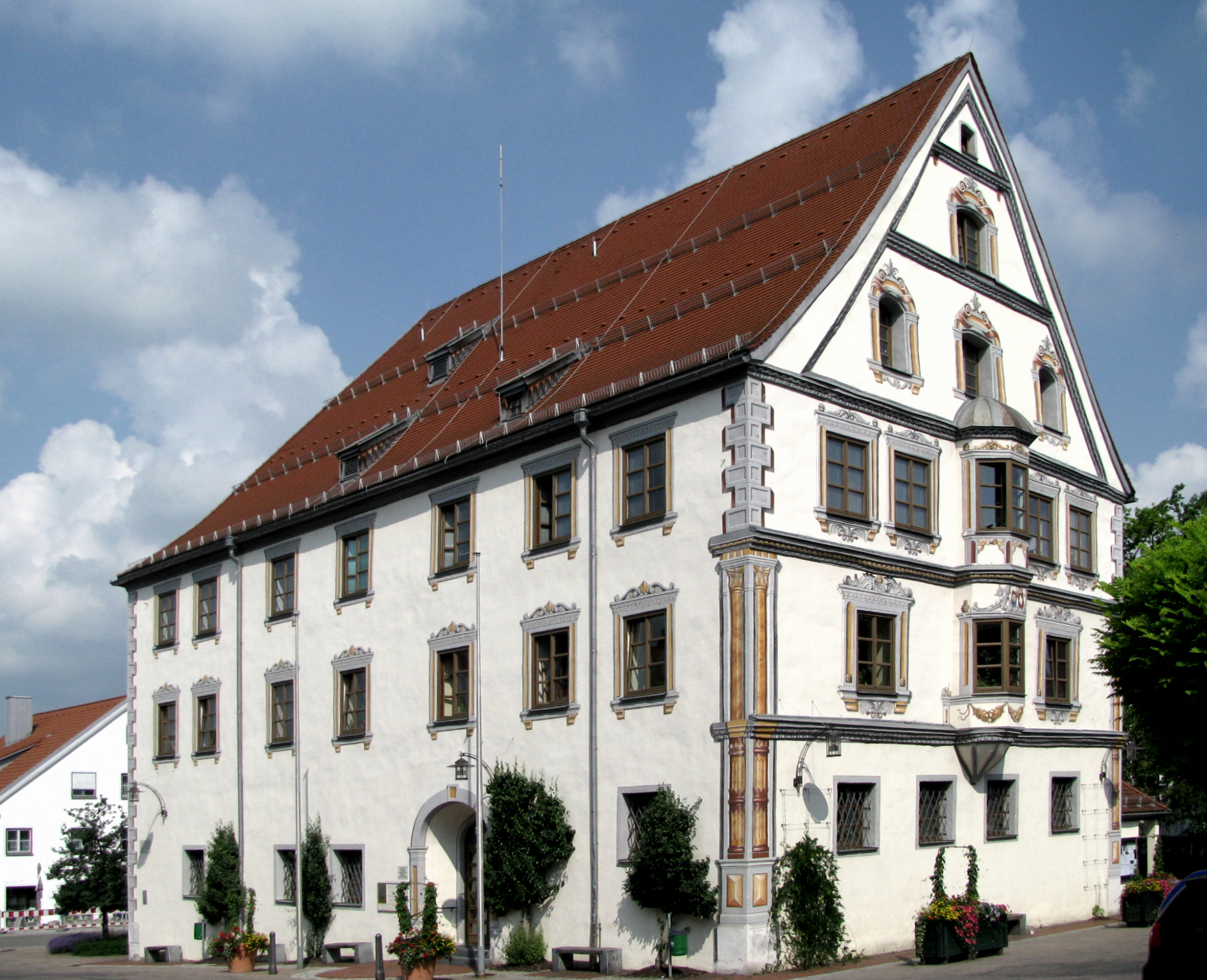
Ehemaliges Amtshaus (Pflegerschloss), später Amtsgericht

Schloss Obergünzburg ist ein ehemaliges Pflegerschloss in Obergünzburg, einem Markt im schwäbischen Landkreis Ostallgäu in Bayern. Das Anwesen ist heute Rathaus und Sitz der Verwaltungsgemeinschaft Obergünzburg.

## Geschichte
Obergünzburg erhielt im Jahr 1407 von Ruprecht von der Pfalz das Marktrecht mit wichtigen Eigenrechten verliehen. Das Schloss wurde 1570 als Kornhaus und Rathaus des Marktes errichtet. Obergünzburg war seit 1688 Sitz eines Pflegamtes des Fürststifts Kempten. Seit dem Reichsdeputationshauptschluss von 1803 gehört der Ort zu Bayern. Das ehemalige Amtshaus wurde Sitz eines bayerischen Landgerichts älterer Ordnung und dann des Amtsgerichts Obergünzburg.

## Baubeschreibung
Das Schloss ist beim Bayerischen Landesamt für Denkmalpflege als Baudenkmal gelistet, mit der Beschreibung: „Ehemaliges Amtshaus: dreigeschossiger Satteldachbau mit Erker und Ladegaube, Westseite abgewalmt, 1570 als Korn- und Rathaus errichtet.“